# Pseudexomilus costicapitata
Pseudexomilus costicapitata is een slakkensoort uit de familie van de Horaiclavidae. De wetenschappelijke naam van de soort is voor het eerst geldig gepubliceerd in 1909 door Verco.